# Річкові скати
Річкові́ ска́ти (Potamotrygonidae) — родина скатів з надродини Dasyatoidea підряду Myliobatoidei ряду Орлякоподібні. Має 3 роди й 15 видів. Інша назва «річкові хвостоколи». З'явились наприкінці крейдяного періоду.

## Опис
Загальна довжина представників цієї родини коливається від 25 до 100 см. За зовнішніми ознаками схожі на представників роду Хвостоколові, від яких відрізняються будовою опорного скелету черевних плавців. Це монофілетична група риб. Особливістю є менший розмір прямої кишки та низької сечовини, що дає змогу перебувати у прісній воді. Диск скатів має переважно круглу форму, завдовжки вони більші, ніж завширшки. Хвіст батогоподібний з отруйним шипом на кшталт жала. В разі втрати цього шипу новий виростає протягом 6-12 місяців.
Забарвлення цих скатів чорне, коричневе та сіре з численними цяточками або плямочками.

## Спосіб життя
Ніколи не виходять у відкрите море, весь час перебувають у річках.
Це яйцеживородні скати. У них наявне внутрішнє запліднення. Самиці народжують 2—12 дитинчат.

## Стосунки з людиною
Індіанці сельви на межах Еквадору та Перу застосовують хвостові голки цих скатів як наконечники для стріл.

## Розповсюдження
Мешкають у річках Південної та Центральної Америки, що впадають до Карибського моря та Атлантичного океану. Зустрічаються навіть у верхів'ях річки Путумайо в Кордильєрах.

## Роди та види
- Рід Paratrygon  Duméril, 1865
  - Paratrygon aiereba  (Müller & Henle, 1841)

- Рід Potamotrygon  Garman 1877
  - Potamotrygon brachyura  (Günther, 1880)
  - Potamotrygon castexi  Castello & Yagolkowski, 1969
  - Potamotrygon constellata  (Vaillant, 1880)
  - Potamotrygon dorbignyi  (Castelnau, 1855)
  - Potamotrygon hystrix  (Müller & Henle, 1841)
  - Potamotrygon laticeps  (Garman, 1913)
  - Potamotrygon magdalenae  (Duméril, 1865)
  - Potamotrygon marinae  Deynat, 2006
  - Річковий скат кільцевий — Potamotrygon motoro  (Müller & Henle, 1841)
  - Potamotrygon yepezi  Castex & Castello, 1970

- Рід Plesiotrygon  Rosa, Castello & Thorson, 1987
  - Plesiotrygon iwamae  Rosa, Castello & Thorson, 1987